# Base (Dzogchen)
Na tradição dzogchen do budismo tibetano, base (em tibetano: གཞི; Wylie: gzhi; IAST: āśraya or sthāna) também traduzido como fundamento ou solo, é o estado primordial ou Absoluto. É um componente essencial do Dzogchen para ambos os bonpo e os nyingmapa. O conhecimento desse Solo é chamado rigpa.

## Etimologia
O tibetano གཞི, Wylie: gzhi, já foi renderizado como 'Base', 'Solo', 'Fundamento do Ser', entre outros glossários. Segundo Dudjom, o termo original em sânscrito é āśraya (IAST ; sânscrito devanagari: आश्रय; etimologia: आ- √श्रि), mas também pode ser sthāna. 
Sam van Schaik afirma que o gzhi deve ser diferenciado do kun gzhi. Na série Coração Seminal, é feita uma distinção entre kun gzhi, neste caso ālaya, "a base de tudo isso", a base samsárica da consciência, de todas as aparências samsáricas; e gzhi, "a base nirvânica conhecida como solo".

## Três qualidades

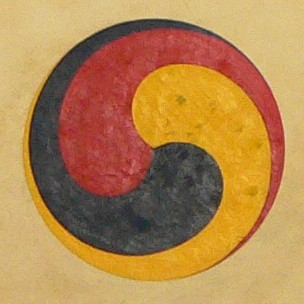
Gankyil

De acordo com os ensinamentos dzogchen, a natureza do solo ou do Buda tem três qualidades:
- ngo bo, "essência", unicidade ou vacuidade (em tibetano: Wylie: ngo bo stong pa),
- rang bzhin, "natureza", luminosidade, lucidez ou clareza (como na mente luminosa das Cinco Luzes Puras  (em tibetano: Wylie: rang bzhin gsal ba),
- thugs rje, "poder", energia compassiva universal (em tibetano: Wylie: thugs rje kun khyab), sem obstruções (em tibetano: Wylie: ma 'gags pa).

(Em Goodman e Davidson, 1992,) Herbert V. Guenther ressalta que essa Base é tanto um potencial estático quanto um desdobramento dinâmico. Eles dão uma tradução orientada ao processo, para evitar associações essencialistas, pois 
ngo-bo (facticidade) não tem nada a ver com nem pode ser reduzido às categorias (essencialistas) de substância e qualidade; [...] rang-bzhin (atualidade) permanece de dimensão aberta, em vez de ser ou se transformar em uma essência rígida, apesar de ser o que é; e que thugs-rje (ressonância) é uma sensibilidade e resposta atemporais, em vez de uma operação distinta e restritamente circunscrita.
A Natureza de Buda é vista como intrínseca ao solo da existência na tradição nyingma, sendo tema predominante em seus tantras. Todos os seres a possuem, tendo ela aspectos de imanência e transcendência, o que foi discutido mais modernamente nos comentários de Mipam (1846–1912). O estudioso budista tibetano do século XIX/XX, Shechen Gyaltsap Gyurme Pema Namgyal, vê a natureza búdica como verdade suprema, nirvana, que é constituída de profundidade, paz e esplendor primordiais: 
A Natureza de Buda é imaculada. Ela é profunda, serena, talidade não fabricada, uma expansão de luminosidade não composta, não emergente, incessante, paz primordial, nirvana espontaneamente presente.

## A Oração de Kuntuzangpo
Os seres ficam presos no samsara por não reconhecerem o Solo. A Oração de Kuntuzangpo do Gonpa Zangthal declara: 
Desde o princípio vós seres sois iludidos
Porque não reconheceis

A consciência da base